# Forney (Texas)
Forney es una ciudad ubicada en el condado de Kaufman en el estado estadounidense de Texas. En el Censo de 2010 tenía una población de 14.661 habitantes y una densidad poblacional de 430,34 personas por km².

## Geografía
Forney se encuentra ubicada en las coordenadas 32°45′1″N 96°27′9″O / 32.75028, -96.45250. Según la Oficina del Censo de los Estados Unidos, Forney tiene una superficie total de 34.07 km², de la cual 34.02 km² corresponden a tierra firme y (0.13%) 0.04 km² es agua.

## Demografía
Según el censo de 2010, había 14.661 personas residiendo en Forney. La densidad de población era de 430,34 hab./km². De los 14.661 habitantes, Forney estaba compuesto por el 80.77% blancos, el 9.98% eran afroamericanos, el 0.74% eran amerindios, el 1.07% eran asiáticos, el 0.02% eran isleños del Pacífico, el 5.18% eran de otras razas y el 2.24% pertenecían a dos o más razas. Del total de la población el 15.97% eran hispanos o latinos de cualquier raza.